# May Day (personaggio)
(May Day a 007 pochi secondi prima di esplodere con la bomba)
May Day è un personaggio fittizio del film 007 - Bersaglio mobile (1985), quattordicesimo della serie cinematografica di James Bond. È una Bond girl, henchman (tirapiedi) del villain Max Zorin, il cattivo principale del film. È interpretata dalla cantante giamaicana Grace Jones.
May Day è una donna dall'aspetto androgino e dotata di una forza fuori dal comune, forse risultato degli stessi esperimenti che Zorin compiva sui suoi cavalli da corsa. È un'abile e spietata killer oltre che esperta di arti marziali.
May Day con la sua forza è in grado di sollevare fin sopra la sua testa un uomo con le braccia, tenere per le redini un cavallo impazzito, sollevare la bomba e 007 insieme usando il montacarichi della miniera.

## Biografia
May Day è la fedele compagna di Zorin. Poco si sa di lei, accompagna Zorin ovunque e non lo lascia mai. May Day pare avere un'attrazione particolare per lui. Purtroppo per lei, Zorin la sta solo usando per i suoi scopi.
Dopo che Zorin uccide tutti i suoi uomini e inonda la miniera, May Day viene lasciata a morire. Questo profondo tradimento di Zorin verso di lei, spinge la sicaria ad allearsi con Bond per fermare il suo folle piano di cancellare Silicon Valley. Bond e May Day riescono a prelevare la bomba principale che avrebbe causato l'inondazione della Silicon Valley e la caricano su un carrello della miniera; purtroppo May Day non può lasciare la bomba che sta per esplodere, perché il carrello su cui è posta ha il freno rotto e lei deve tenerlo sollevato per poter far scorrere il carrello con la bomba fino fuori la miniera. Mentre esce dalla miniera sul carrello insieme alla bomba, 007 la incita a saltare giù dal carrello ma lei terrà il freno fino alla fine, sacrificandosi per evitare la catastrofe e per mandare all'aria il piano di Zorin. Celebre la sua ultima battuta a Bond prima di esplodere insieme alla bomba: "Fa' fuori Zorin da parte mia!".

## Altre apparizioni
May Day è un personaggio giocabile nel videogioco per Nintendo 64 GoldenEye 007, sparatutto in prima persona ispirato al rispettivo film del 1995.

## Curiosità
Sul set la Jones si portò il fidanzato Dolph Lundgren, che ebbe una parte nel ruolo di un agente del KGB.